# Alpina (horlogerie)
Pour les articles homonymes, voir Alpina.
Vous pouvez partager vos connaissances en l’améliorant (comment ?) selon les recommandations des projets correspondants.
Alpina est une compagnie horlogère fondée en 1883. Elle fut la première société horlogère suisse fondée sur le principe de la coopération entre des entreprises se consacrant à la production, l'importation et la distribution au détail.

## Association horlogère
Elle a débuté selon le concept d’une collaboration collective de fabricants, grossistes et détaillants en horlogerie - pour la fabrication des parties de mouvement, leur mise au point, la création et l’assemblage de montres, ainsi que leur distribution finale.

## Membres
Les sociétés américaines Gruen Watch Company et Hamilton en ont fait partie, ainsi que la société allemande Glashütte (1905).

## Localisation
La marque Alpina était listée en 1911, appartenant à l’Union Horlogère SA, avec siège à Bienne, (Suisse) et Besançon (France).
Actuellement une société Alpina Watch Company est encore enregistrée à Plan-les-Ouates, Genève, Suisse.

## Galerie
| |
| Série créative « Montre de poche » avec arrière-plan du camp de munitions spéciales de Dülmen-Visbeck. |

|                           |
| Chronomètre Alpina, 1910. |

|                                                 |
| Calibro Alpina 763 produite entre 1929 et 1937. |

## Source
- Kathleen H. Pritchard, Swiss Timepiece Makers 1775-1975, publié par la NAWCC (National Association of Watch and Clock Collectors, Inc.), États-Unis  (ISBN 0-914-65979-0)